# 유신환
유신환(兪莘煥, 1801년 ~1859년)은 조선 말기의 학자이다. 자는 경형, 호는 봉서, 본관은 기계이다.
헌종 때 전의현감이 되어 선비들에게 소학을 가르치는 한편, 탐관오리를 처벌하였으므로 백성들이 그를 존경하였다. 그러나 모함을 받아 홍천으로 유배되었다가 돌아온 후부터는 후진 양성을 위해서만 힘썼다. 그는 조선 말기 성리학의 대가로서 유명하다. 저서로 《패동수언》, 《동유연원》 등이 있다.

## 참고 문헌
- 이 문서에는 다음커뮤니케이션(현 카카오)에서 GFDL 또는 CC-SA 라이선스로 배포한 글로벌 세계대백과사전의 내용을 기초로 작성된 글이 포함되어 있습니다.